# نهر الكوبان
الكوبان اسم لأكبر أنهار الوطن الأم للشراكسة في شمال القوقاز وينبع هذا النهر الذي يحمل اسما شركسيا آخر هو نهر بسج (بمعنى أمير الأنهار أو شيخها أو كبيرها) من قمة جبل ألبروز (أواشحة مافه بالشركسية) التي تغطيها جليديات معمّرة، ويرفده نحو 14 ألف رافد صغير وكبير ويبلغ طوله 900 كم. وتنتشر على ضفتيه العديد من المدن والقرى، وقد أقيمت عليه العديد من السدود اهيدرو كهربائية. ومن الغريب أن لهذا النهر مايزيد على 300 اسم في مختلف اللغات العالمية.
وقد ارتبط اسم هذا النهر الكبير بحياة الشراكسة وتاريخهم منذ عشرات القرون من الزمان، حيث يرد اسمه كثيرا في القصص والحكايات والروايات وملاحم وأساطير النارتيين (الشراكسة القدماء).